# Élection présidentielle de 1861 en Confédération grenadine
L'élection présidentielle colombienne de 1861, qui s'est tenue sous le régime de la Confédération grenadine le 10 juin 1861 pour élire le nouveau président de la Confédération après la fin du mandat de Mariano Ospina Rodríguez, est la première élection au suffrage universel en Colombie.   

## Contexte
La structure centraliste implantée en République de Nouvelle-Grenade à la suite de l'adoption de la constitution de 1843 est rapidement secouée par les visées séparatistes de certaines régions du pays, en particulier celles qui sont loin de la capitale comme la province de Panama.
La réforme constitutionnelle de 1853 introduit le fédéralisme dans le pays et le 27 février 1855 le premier État fédéral est créé : Panama. Suivent dans cette voie les États d'Antioquia le 11 juin 1856 et Santander le 13 mai 1857. Afin d'éviter l'éclatement du pays, le Congrès adopte la loi du 15 juin 1857 qui crée les États de Bolívar, Boyacá, Cauca, Cundinamarca et Magdalena (l'État de Tolima sera créé le 12 juillet 1861 par la sécession d'une partie de l'État de Cundinamarca).
En 1858 est instituée une assemblée constituante à majorité conservatrice qui renomme le pays en Confédération grenadine (espagnol : Confederación Granadina) et rédige une nouvelle constitution plus fédérale. Le poste de vice-président est supprimé et le suffrage universel direct est adopté tandis que le président est élu pour 4 ans par le Congrès.
Cette nouvelle organisation affaiblit sensiblement le pouvoir central et n'empêche pas les conflits entre les États. L'intervention du gouvernement central dans les domaines de compétence des États provoque de nombreuses querelles avec les libéraux qui estiment que les États manquent encore d'autonomie. La guerre civile colombienne de 1860-1862 voit s'affronter militairement les partis conservateur et libéral. Les premiers souhaitent un État centralisé fort et un grand pouvoir pour l'Église tandis que les seconds souhaitent un État fédéral laissant un grand pouvoir aux États fédérés et une mise à l'écart de l'Église dans les affaires de l'État.

## Résultats
| Candidats | Candidats            | Candidats    | Premier tour | Premier tour |
| Candidats | Candidats            | Candidats    | Votes        | %            |
| --------- | -------------------- | ------------ | ------------ | ------------ |
|           | Julio Arboleda Pombo | Conservateur | 580 506      | 73,25        |
|           | Manuel Murillo Toro  | Libéral      | 210 390      | 26,77        |
| Total     | Total                | Total        | 790 896      | 100          |

## Conséquences
En 1861, le général Tomás Cipriano de Mosquera (ancien président de la République de Nouvelle-Grenade entre 1845 et 1849 et chef de file des libéraux) déclare la sécession de l'État du Cauca, le plus vaste des États fédérés, et la guerre au gouvernement de la Confédération grenadine afin d'augmenter le pouvoir du Cauca au sein de la confédération. Le 18 juillet 1861, Mosquera prend Bogota et se déclare président provisoire. L'un de ses premiers actes est de renommer le pays en États-Unis de Nouvelle-Grenade (espagnol : Estados Unidos de Nueva Granada), nom abandonné en novembre de la même année pour celui d'États-Unis de Colombie (espagnol : Estados Unidos de Colombia).
À partir du 4 février 1863 se réunit la convention de Rionegro. Il en résulte une nouvelle constitution qui entérine le changement de nom du pays et redéfinit la répartition des pouvoirs entre le gouvernement central et les États fédérés au profit de ces derniers.